# Your Honor (serie surcoreana)
Your Honor (en hangul, 친애하는 판사님께; romanización revisada, Chinaehaneun pansanimgge), también conocida en español como Su señoria, es una serie de televisión surcoreana emitida por SBS desde el 25 de julio de 2018 hasta el 20 de septiembre de 2018. Fue protagonizada por Yoon Shi-yoon, Lee Yoo-young, Park Byung-eun y Kwon Nara.

## Argumento
La serie se centra en los gemelos idénticos Han Soo-ho y Han Kang-ho, quienes viven vidas totalmente diferentes.
Han Soo-ho trabaja como juez y se guía por los principios de la legalidad, mientras que su hermano menor Han Kang-ho ha llevado su vida por el camino del crimen y cuenta con un extenso historial criminal con siete arrestos.
Sin embargo las cosas cambian drásticamente un día, cuando Soo-ho desaparece de repente y Kang-ho toma secretamente el lugar de su hermano como juez. Han Kang-ho, quien una vez fue considerado basura, pronto se convierte en un estimado, aclamado y muy respetado juez, con la ayuda de Song So-eun, que está haciendo con él las prácticas para convertirse en jueza.

## Reparto

### Personajes principales
- Yoon Shi-yoon como Han Kang-ho/Han Soo-ho, hermanos gemelos, uno juez y el otro delincuente.[7]
- Lee Yoo-young como Song So-eun, está haciendo las prácticas para la carrera judicial.[8]
- Park Byung-eun como Oh Sang-chul, abogado.[9]
- Kwon Nara como Joo Eun-yeok, presentadora de televisión, novia de Soo-ho.[10]

### Personajes secundarios
- Kim Hye-ok como Lim Geum-mi, madre de los protagonistas.
- Kwak Sun-young como Song Ji-yeon, hermana mayor de So-eun.
- Sung Dong-il como Sa Ma-ryong, compañero de celda de Kang-ho, con autoridad sobre los presos.
- Heo Sung-tae como Hong Jung-soo, fiscal de distrito de Seúl.[11]
- Kim Myung-gon como Oh Dae-yang, padre de Sang-chul.
- Yoon Na-moo como Lee Ho-sung, heredero del grupo empresarial Oh-sung.
- Shin Sung-min como Park Jae-hyung, la persona que secuestra a Soo-ho.
- Heo Ji-won como Jin Wook-tae.
- Park Ji-hyun como Park Hae-na, miembro de un grupo pop femenino, acusada de homicidio por haber matado a una mujer mientras conducía bajo el efecto de sustancias estupefacientes.
- Kim Kang-hyun como Cho Bok-soo, juez superior de Soo-ho.
- Ha Kyung como Ji Chang-soo.
- Hwang Seok-jung como Lee Ha-yeon.
- Han Soo-yeon como Bang Woo-jung, la verdadera culpable del secuestro de Soo-ho.
- Baek Ji-won como Cha Hong-ran.

### Apariciones especiales
- Kang Ki-doong como un estudiante de secundaria.
- Im Chul-soo como Park Jae-ho.
- Cho Seung-yeon como Choi Jin-hyun.
- Lee Seung-hyung como juez jefe.
- Jung Min-sung como Shin Ban-jang.
- Lee Ki-hyuk como Choi Min-kook, violador de Song Ji-yeon.
- Baek Seung-hyun como abogado.
- Ahn Nae-sang como juez (ep. #32).
- Jeon Eun-mi como victimario.
- Ha Eun-soo como Kim Young-soo.
- Moon Tae-Yoo como Jang Jung-soo.
- Lee Young-eun como Kim Cho-won.
- Park Myung-shin como Go Yang-ja.
- Woo Hyun como médico forense (ep. #1).
- Bae Noo-ri como Bae Min-jung.
- Kim Kwang-kyu como el ex esposo de Cha Hong-ran.

## Premios y nominaciones
| Año  | Categoría                                                   | Premio              | Nominado (a)  | Resultado |
| ---- | ----------------------------------------------------------- | ------------------- | ------------- | --------- |
| 2018 | Male Excellence (Wed-Thurs drama)                           | SBS Drama Award     | Yoon Shi-yoon | Ganó      |
| 2018 | Mejor actriz revelación                                     | SBS Drama Award     | Lee Yoo-young | Ganó      |
| 2018 | Premio a la excelencia, actriz en serie de miércoles-jueves | SBS Drama Award     | Lee Yoo-young | Ganó      |
| 2018 | Mejor actor de reparto                                      | SBS Drama Award     | Heo Sung-tae  | Nominado  |
| 2018 | Mejor actriz revelación                                     | SBS Drama Award     | Kwon Nara     | Nominada  |
| 2018 | Mejor actriz revelación                                     | 6th APAN Star Award | Lee Yoo-young | Nominada  |
| 2018 | Mejor actriz revelación (Drama)                             | 2nd Seoul Award     | Lee Yoo-young | Nominada  |

## Producción
La primera lectura del guion de Your Honor, fue realizada el 26 junio, en el SBS Ilsan Production Center.
La serie fue creada por Chun Sung-Il, anteriormente conocido por otras series como The Slave Hunters (2010) y 7th Grade Civil Servant (2013). Fue dirigida por Boo Sung-Chul, director de otras series de SBS como Star's Lover (2008) y Mask (2015). Adicionalmente, la producción estuvo a cargo de las empresas The Story Works y iHQ.

## Recepción

### Audiencia
En azul la audiencia más baja y en rojo la más alta, correspondientes a las empresas medidoras TNMS y Nielsen, considerando la audiencia de SBS TV y afiliadas locales. Los episodios 19-20 no fueron emitidos el 23 de agosto debido a la cobertura de los Juegos Asiáticos. También, los episodios 21-22 no fueron emitidos el 30 de agosto por el estreno en televisión de la película The Sheriff in Town. Adicionalmente, hay cifras de audiencia que no aparecen debido a que durante esos días no hubo registro.
| Ep. #    | Fecha de estreno         | Share    | Share | Share    | Share  |
| Ep. #    | Fecha de estreno         | TNMS     | TNMS  | AGB      | AGB    |
| Ep. #    | Fecha de estreno         | Nacional | Seúl  | Nacional | Seúl   |
| -------- | ------------------------ | -------- | ----- | -------- | ------ |
| 1        | 25 de julio de 2018      | 4.8 %    | 5.0 % | 5.2 %    | 5.4 %  |
| 2        | 25 de julio de 2018      | 5.9 %    | 6.1 % | 6.3 %    | 6.5 %  |
| 3        | 26 de julio de 2018      | 6.4 %    | 7.3 % | 7.0 %    | 7.9 %  |
| 4        | 26 de julio de 2018      | 6.7 %    | 7.9 % | 7.7 %    | 8.8 %  |
| 5        | 1 de agosto de 2018      | 4.9 %    | 5.2 % | 5.3 %    | 5.6 %  |
| 6        | 1 de agosto de 2018      | 6.1 %    | 6.6 % | 6.4 %    | 6.9 %  |
| 7        | 2 de agosto de 2018      | 6.5 %    | 6.7 % | 5.8 %    | 6.1 %  |
| 8        | 2 de agosto de 2018      | 6.9 %    | 7.5 % | 7.1 %    | 7.7 %  |
| 9        | 8 de agosto de 2018      | 5.1 %    | 5.4 % | 5.6 %    | 5.9 %  |
| 10       | 8 de agosto de 2018      | 6.2 %    | 6.3 % | 7.1 %    | 7.2 %  |
| 11       | 9 de agosto de 2018      | 6.4 %    | 6.6 % | 6.5 %    | 6.7 %  |
| 12       | 9 de agosto de 2018      | 7.7 %    | 8.0 % | 7.9 %    | 8.2 %  |
| 13       | 15 de agosto de 2018     | 5.5 %    | 6.7 % | 6.8 %    | 8.0 %  |
| 14       | 15 de agosto de 2018     | 6.8 %    | 8.2 % | 8.6 %    | 10.0 % |
| 15       | 16 de agosto de 2018     | 6.3 %    | 7.1 % | 6.8 %    | 7.7 %  |
| 16       | 16 de agosto de 2018     | 7.6 %    | 8.5 % | 8.3 %    | 9.2 %  |
| 17       | 22 de agosto de 2018     | 4.9 %    | 5.6 % | 5.4 %    | 6.0 %  |
| 18       | 22 de agosto de 2018     | 6.6 %    | 7.1 % | 7.3 %    | 7.8 %  |
| 19       | 29 de agosto de 2018     | 6.4 %    | 6.9 % | 7.1 %    | 7.6 %  |
| 20       | 29 de agosto de 2018     | 7.9 %    | 8.5 % | 8.4 %    | 9.0 %  |
| 21       | 5 de septiembre de 2018  | 5.4 %    |       | 5.9 %    | 6.7 %  |
| 22       | 5 de septiembre de 2018  | 6.3 %    |       | 7.3 %    | 8.0 %  |
| 23       | 6 de septiembre de 2018  | 6.7 %    |       | 6.4 %    | 6.8 %  |
| 24       | 6 de septiembre de 2018  | 7.3 %    |       | 7.8 %    | 8.1 %  |
| 25       | 12 de septiembre de 2018 |          |       | 5.6 %    | 6.0 %  |
| 26       | 12 de septiembre de 2018 |          |       | 7.7 %    | 8.5 %  |
| 27       | 13 de septiembre de 2018 | 6.7 %    |       | 7.5 %    | 7.9 %  |
| 28       | 13 de septiembre de 2018 | 7.4 %    |       | 8.6 %    | 9.1 %  |
| 29       | 19 de septiembre de 2018 | 6.5 %    |       | 6.3 %    | 6.4 %  |
| 30       | 19 de septiembre de 2018 | 6.5 %    |       | 8.3 %    | 8.6 %  |
| 31       | 20 de septiembre de 2018 | 6.0 %    |       | 6.3 %    | 7.2 %  |
| 32       | 20 de septiembre de 2018 | 7.1 %    |       | 8.4 %    | 9.2 %  |
| Promedio | Promedio                 | %        | %     | 9.6 %    | 7.2 %  |

### Competencia
El 25 de julio de 2018, durante su episodio de estreno, la serie obtuvo un promedio de audiencia del 5.2 %, la más alta entre otras series transmitidas en ese horario. Posteriormente, la audiencia aumentó.
El 26 de julio, su segundo día de emisión, la transmisión de ese día atrajo una audiencia mayor, aumentando en un 1.8 % y 1.5 %, en comparación con sus marcas anteriores de 5.2 % y 6.3 % según Nielsen. Hasta finales de agosto, la audiencia continuó aumentando y se mantuvo liderando su horario.

## Emisión internacional
- Canadá: All TV (2018).
- Estados Unidos: The Korean Channel (2018).
- Singapur: Sony One TV (2018).